# Segerstedt (Södermanland)
Segerstedt  är en släkt från Denna släkts äldste stamfader var Bengt som troligen var torpare under mitten av 1600-talet i Stigtomta socken. Hans son Anders Bengtsson var torpare och skomakare och blev far till prosten Johannes Segerstadt (1714-1778) som var gift med Maria Christina Kumblin. Från dessas tre söner är släkten uppdelad i tre grenar.
Den yngre grenens anfader är läkaren, prästen och skriftställaren Albrekt Julius Segerstedt (1763–1815) som deltog i riksdagen 1815 och vidare hyrde ett tryckeri där han utgav skrifter om brännvinsbränning, medicin och kyrkliga frågor. Han var gift med Gustava Bergius, faster till lektorn Axel Theodor Bergius. 
En av hans söner var komministern Calle Anders Segerstedt, som med sin hustru Mina Lingmark fick sonen Albrekt Julius Segerstedt (1844–1894). Denne var skolman och publicist som utgav läroböcker för folkskolan och redigerade Weckoblad för folkundervisningen 1877–1887 och tidskriften Hemmet 1872–1873 samt skrev i flera lokala tidningar. Vidare publicerade han en del skönlitteratur och sammanställde 1884 i Svenska folksagor och äfventyr sagor, legender och vidskepelse från hela landet. Han var först gift med Fredrika Sofia Bohman, och därefter med Hilda Sofia Augusta Schröderheim. Med den förra hustrun fick han sonen Torgny Segerstedt som var publicist under andra världskriget. Han i sin tur blev far till filosofen och sociologen Torgny T:son Segerstedt samt journalisten och politikern Ingrid Segerstedt-Wiberg.